# Золотой кубок (гимн)
Гун Цзиньоу (кит. трад. 鞏金甌, «Золотой кубок») — национальный гимн Империи Цин.

## История

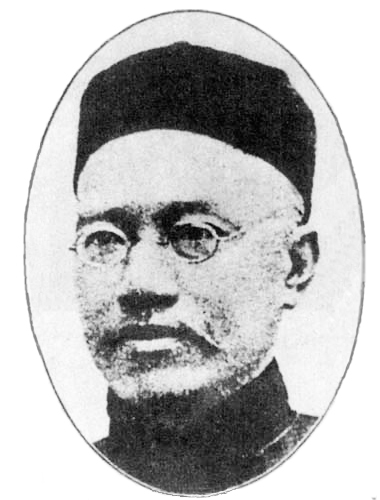
Янь Фу — автор слов гимна

25 января 1911 года чиновник из Министерства попечителей по имени Цао Гуанцюань (кит. трад. 曹廣權, упр. 曹广权) попросил имперский суд Цин принять величественную «национальную музыку» (кит. трад. 國樂, упр. 国乐), которую можно было бы исполнить на судебных заседаниях. Он предложил, чтобы чиновники собирали как древнюю музыку, так и примеры национальной музыки из-за рубежа, и на этой основе разрабатывали гимн для Империи Цин. Церемониальный совет (кит. трад. 典禮院, упр. 典礼院), который только что заменил министерство обрядов, ответил 15 июля того же года. Он написан Путуном (溥侗) (1877—1950) из рода Айсиньгьоро — представителем маньчжурской знати, прямым потомком императора, правившего под девизом «Даогуан», который служил в Императорской гвардии, — за слова на музыку отвечал, тогда Янь Фу (1854—1921), переводчик европейских научных и философских трактатов и советник Цинского флота. Го Цэнсинь (郭曾炘), который работал в Министерстве ритуалов, сделал некоторые незначительные изменения в конце.
Цинское правительство приняло произведение как национальный гимн 4 октября 1911 года. В газетах был опубликован указ об объявлении нового гимна, а иногда и музыки и текстов гимна, и суд дал указание военно-морскому флоту и армии использовать эту песню, которая также была передана послам Китая во всем мире. Однако 10 октября, через шесть дней после обнародования гимна, началось Учанское восстание, которое быстро переросло в революцию и привело к падению династии. Основание Китайской Республики было объявлено 1 января 1912 года, и последний император Цин официально отрекся от престола спустя месяц, поэтому на практике гимн никогда не использовался.

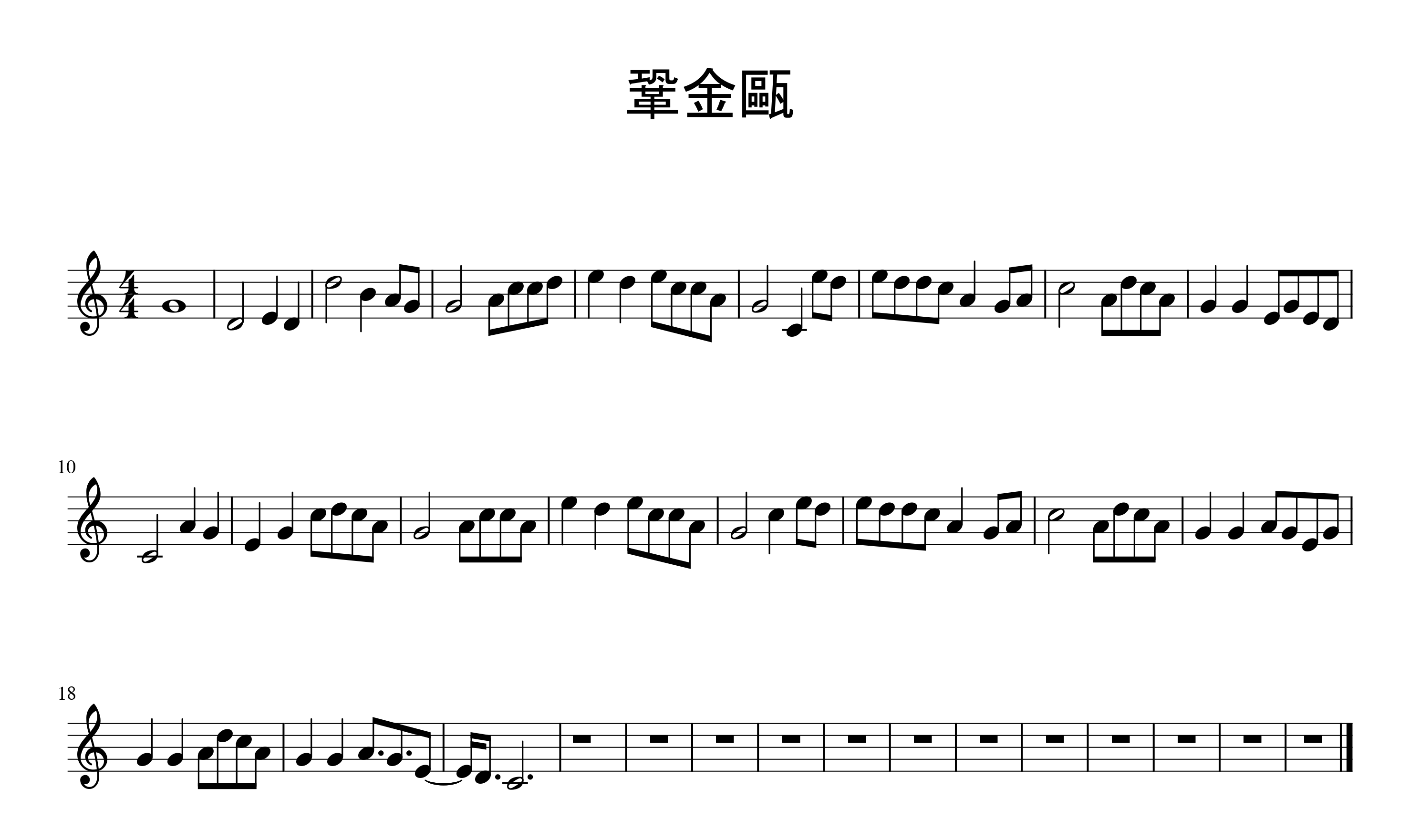
Гимн в европейской нотной записи

## Музыка
Путун, который формально стал композитором — императорский родственник, который был знаком с театром и пекинской оперой. При содействии помощников Императорской гвардии он сочинил музыку, основанную на моделях, найденных в «Дополнении к Трактату о звуковом строе» (律义后编 / 律呂正義後編, 1746), императорская компилярия, которая дополняла гораздо более короткие работает над церемониальной музыкой по заказу императора Канси.

## Текст
| Оригинальный                                                                               | Пиньинь | Дунганская транскрипция (сяоэрцзин)                                                    | Перевод |
| ------------------------------------------------------------------------------------------ | --- | -------------------------------------------------------------------------------------- | --- |
| 鞏金瓯， 承天幬， 民物欣鳧藻， 喜同袍， 清時幸遭。 真熙皞， 帝國蒼穹保。 天高高， 海滔滔。 | Gǒng Jīn'ōu Chéng tiān chóu, Mínwù xīn fúzǎo, Xǐ tóng páo, Qīng shí xìngzāo. Zhēn xī hào, Dìguó cāngqióng bǎo. Tiān gāogāo, Hǎi tāotāo. | قوْ دٍعِوْ ،چعْ تِيًا چِوْ ،مٍوٗ سٍ فٗذوَْ ،سِ توْ پوَْ .ٿٍْ شِ ٽٍْذَوْ ،جٍ سِ ھَوْ .دِقٗوَع ڞْاٿْو بَوْ ،تِيًا قَوْقَوْ .ھَیْ تَوْتَوْ | Укрепим Золотую Чашу под покровительством небес. Народ и все живое веселятся и ликуют в едином порыве радости, правление Цин исполнено счастья. Истинная слава воссияла, просторы Империи охраняются. Небеса бесконечны, моря безбрежны. |